# Bill à facettes
 (novembre 2021).
Bill à facettes est le quarantième album de la bande-dessinée Boule et Bill, dessiné par Jean Bastide.

## Présentation de l'album
Boule est un petit garçon joyeux, espiègle, pas très travailleur mais malin. Bill est un cocker amusant. L'album est composé de gags montrant l'amitié, les bêtises et les aventures de Boule et Bill.

## Personnages principaux
- Boule, le jeune maître de Bill.
- Bill, le cocker roux susceptible et farceur.
- Caroline, la tortue romantique amoureuse de Bill.
- Pouf, le meilleur ami de Boule.
- Les parents de Boule.

## Personnages secondaires
- Mme Stick et son chat, éternels antagonistes de la série.
- Les autres amis de Bill et Boule apparaissent régulièrement.

### Article externe
- Boule et Bill - Tome 40 : Bill à facettes sur dargaud.com (consulté le 13 mars 2022).